# Scopula attentata
Scopula attentata är en fjärilsart som beskrevs av Walker 1861. Scopula attentata ingår i släktet Scopula och familjen mätare. Inga underarter finns listade.